# Veneheitto
Veneheitto är en sjö i Finland. Den ligger i kommunen Suomussalmi i landskapet Kajanaland, i den centrala delen av landet, 600 km norr om huvudstaden Helsingfors. Veneheitto ligger 214 meter över havet. Arean är 13,3 hektar och strandlinjen är 1,75 kilometer lång. Sjön  ingår i Uleälvens huvudavrinningsområde. 